# جيمس بيلي (لاعب كرة قدم)
جيمس بيلي (بالإنجليزية: James Baillie)‏ (27 مارس 1996 في المملكة المتحدة - ) هو لاعب كرة قدم بريطاني في مركز الدفاع. لعب مع نادي كرو ألكساندرا.

## وصلات خارجية
- جيمس بيلي على موقع قاعدة بيانات كرة القدم.إي يو (الإنجليزية)
- جيمس بيلي على موقع Soccerbase.com (لاعب) (الإنجليزية)
- جيمس بيلي على موقع Soccerway.com (الإنجليزية)